# Karner
Karner (engelska: carni, grekiska "Καρνίοι) var en keltisk folkstam. Karnerna bodde på sydsluttningarna av de karniska alperna. Karnerna sammanblandas ibland med illyrerna. Karnerna kom från början från slätterna mellan floderna Rhen och Donau. Kring år 400 f.Kr. bosatte de sig i områdena Friulien, Steiermark, Kärnten samt nord-västra Slovenien.